# Torre de Moja
La Torre de Moja es una construcció del municipi d'Olèrdola (Alt Penedès), declarada bé cultural d'interès nacional. La seva datació pot establir-se en el segle x, si bé seria molt refeta el segle xii.

## Història
El lloc de Moja s'esmenta l'any 981 en una venda de terra i vinya feta a Guilamany. El 1010 Adalbert, fill del vescomte de Barcelona dona en testament l'alou de Moja al monestir de Sant Cugat del Vallès. El germà d'Adalbert, Geribert de Subirats, no acceptà la donació i això motivà la intervenció del comte de Barcelona el qual reconegué els drets del monestir l'any 1013. El 1109, el comte Ramon Berenguer III va donar al monestir la farga i la ferreria que posseïa a Moja.
El monestir cedí la custòdia del lloc a diferents famílies. El 1114, l'abat Rotllan de Sant Cugat encomanà a Bernat Arnau i a la seva muller Sicarda els feus d'Arnau, pare de Bernat i la batllia de Moja amb la torre, que havien de reconstruir. Segurament la torre havia estat malmesa en les ràtzies almoràvits de principis del segle xii. L'any 1187, l'abat Guillem de Sant Cugat del Vallès encomana a Guerau de Moja i a la seva mare Agnès la fortalesa i la batllia de la quadra de Moja, li dona en feu els alous de la dominicatura amb el redelme (segon delme exigit sobre una cosa ja delmada), el braçatge i la tercera part de tots els plets de la dominicatura. Degut a les funcions del batlle en l'administració de justícia senyorial, esdevé beneficiari d'una tercera part dels ingressos de justícia. Guerau té l'obligació de donar la potestat de la torre als abats o als seus enviats i d'obrar-la i defensar-la amb els homes de la batllia de Moja. El 1234, el rei Jaume I confirma tots els castells i possessions del monestir de Sant Cugat del Vallès, entre elles la «dominicaturam de Modia».
Al segle xvii, la familia Copons tenia el domini útil de la quadra de Moja. El 1702, Felip V atorgà a Ramon de Copons i de Grimau, senyor de la torre de Moja, el títol de marquès de Moja de la Torre.

## Arquitectura
Situada dintre del nucli urbà, es troba integrada en el recinte d'un habitatge particular. Té planta circular amb un diàmetre intern de 515 cm. L'alçada és de 14 m des del sòl exterior fins al terrat. L'interior resta dividit en dos compartiments, l'inferior d'uns 7,5 m, possiblement cobert amb una cúpula i un altre de superior acabat amb una cúpula. L'espai superior estaria dividit per dos trespols de fusta. El primer situat a 2,5 m coincideix amb el nivell de la porta. El segon trespol està situat a uns 2,5 m. La porta, orientada a l'oest, fa 0,80 m d'ample i 1,30 m d'alt i s'acaba amb un arc de mig punt format per 9 dovelles i uns muntants monolítics de pedra escairada.
Les parets són fetes de pedres poc treballades, però col·locades en filades i unides amb morter de calç. A l'exterior, els murs eren arrebossats i s'hi obre una finestra adovellada d'arc de mig punt. Es corona amb merlets de maó.